# Нотхаус, Бернард фон
Бернард фон Нотхаус (англ. Bernard von NotHaus) — американский эмитент частных денег «Либерти доллар» (англ. Liberty dollar (private currency)), монеты которых чеканились из драгоценных металлов (серебра и золота), а бумажные купюры, соответственно, имели золотое и серебряное выражение.
Осуждён американским судом за то, что выпускал собственную валюту, которая была призвана заменить доллары США. Получил обвинение во внутреннем «терроризме». По сумме обвинений Нотхаусу грозило до 20 лет тюрьмы и 500 тысяч долларов штрафа.
Хотя Бернард фон Нотхаус был осужден в марте 2011, правительство США до 2014 года не объявляло окончательного решения по его делу. С момента огласки приговора, The New York Times сравнила фон Нотхауса с пытающейся изменить национальную валюту Розой Паркс. Проживает на Малибу, в особняке, который одолжил ему друг. 2 декабря 2014 года был приговорен к 6 месяцам домашнего ареста и 3 годам испытательного срока, но по решению суда считается отбывшим наказание и полностью свободным.